# Lake Valley (contea di Sierra, Nuovo Messico)
Lake Valley era una città mineraria dell'argento nella contea di Sierra, nello Stato del Nuovo Messico. Il periodo di massimo splendore della città fu dal 1881 al 1893. L'ultimo residente partì nel 1994. L'odierna città fantasma è completamente deserta.

## Accesso
Il sito della città di Lake Valley è in parte di proprietà privata e in parte di proprietà dell'Ufficio per la Gestione del Territorio degli Stati Uniti, che ha limitato l'accesso ai vecchi edifici alle ore diurne, per prevenire atti di vandalismo. C'è un tour a piedi autoguidato per i visitatori.

## Storia
Un allevatore trovò i giacimenti d'argento di Lake Valley nella contea di Sierra nel 1876. Due anni dopo vendette le sue rivendicazioni a un ingegnere, che iniziò l'estrazione del minerale. I depositi sono tipo manto in calcare Paleozoico. Le miniere produssero bene per alcuni anni dopo che i minatori si incanalarono in una cavità rivestita d'argento che chiamarono la "camera nuziale" che da sola fruttò 2,5 milioni di once troy (78 tonnellate) d'argento.
Nel 1881 la proprietà fu venduta ai promotori delle miniere George D. Roberts e Whitaker Wright, che divise la proprietà tra cinque società: Sierra Apache Co., Sierra Bella Co., Sierra Grande Co., Sierra Madre Co. e Sierra Plata Co ., e le azioni finanziarie furono vendute ampiamente ad est. Nonostante la breve ricchezza della camera nuziale, gli azionisti di tutte e cinque le società persero denaro.
Nel 1881, un gruppo di minatori di Lake Valley si riunì per inseguire una banda di Apache che aveva fatto irruzione nella città di Hillsboro. Gli Apache li catturarono in un'imboscata. La camera nuziale fu elaborata nel 1883. Sebbene una linea ferroviaria raggiunse Lake Valley nel 1884, le miniere faticarono e furono lavorate solo periodicamente nel XX secolo. La produzione totale del distretto di Lake Valley fino al 1931 era di 5,8 milioni di once (180 tonnellate) d'argento. Le miniere riaprirono durante la seconda guerra mondiale per produrre manganese e continuarono a funzionare negli anni 1950. Lake Valley aveva un ufficio postale dal 1882 al 1955.

## Geografia
Il sito della città si trova lungo la NM 27, 17 miglia (27 km) a sud di Hillsboro e 36 miglia (58 km) a ovest di Hatch, alle coordinate 32°43′04″N 107°34′04″W. È situata ad un'altitudine di 5 377 piedi (1 639 m) nella contea di Sierra, Nuovo Messico.

## Geologia
Lake Valley si trova in un blocco di faglia strutturalmente elevato, principalmente per via dell'Ordoviciano attraverso rocce sedimentarie della Pennsylvania; i depositi di minerali sono circondati e limitati alle rocce carbonatiche della Lower Valley Lake Valley Formation. Le faglie Lake Valley e Berrenda sono le principali caratteristiche strutturali dell'area.